# Zurab Chizanisjvili
Zurab Chizanisjvili (georgiska: ზურაბ ხიზანიშვილი) född 6 oktober 1981 i Tbilisi, är en georgisk före detta fotbollsspelare (försvarare). Han spelade senast för den azerbajdzjanska klubben Inter Baku dit han värvades av sin landsman och tillika tränare Zaur Svanadze.
Chizanisjvili inledde sin karriär i huvudstadsklubben FK Dinamo Tbilisi, där han endast tillbringade en säsong. Fram till år 2001 spelade han för tre olika Tbilisiklubbar, däribland FC Lokomotivi Tbilisi. I mars år 2001 anslöt sig Chizanisjvili till den skotska klubben Dundee FC. I juni 2003 gick han över till Rangers FC. År 2005 lånades han ut till Blackburn Rovers FC efter två misslyckade säsonger i den skotska klubben. I april 2006 flyttade han till Blackburn permanent, där han hade kontrakt fram till år 2011. Chizanisjvili var dock under flera säsonger utlånad till bland annat Newcastle United FC och Reading FC. År 2011 flyttade Chizanisjvili till den turkiska klubben Kayserispor med vilka han skrev på fram till år 2013. 
Utöver klubbkarriären har Chizanisjvili även spelat för Georgiens herrlandslag i fotboll. Han har hittills (2011) spelat 65 matcher och gjort ett mål.
Chizanisjvili är gift med den berömda georgiska modellen Salome Gviniasjvili och de har tillsammans tre barn. Zurab är son till den tidigare mittfältaren i Sovjetunionens landslag, Nodar Chizanisjvili.

### Fotnoter
1. ↑  http://news.bbc.co.uk/sport2/hi/football/teams/a/arsenal/976294.stm
2. ↑  http://news.bbc.co.uk/sport2/hi/football/teams/d/dundee/1190662.stm